# Тхіппханет
Тхіппханет Пхая Луанг (*тай. พญาหลวงทิพเนตร; д/н — 1655) — 21-й володар держави Ланна у 1631—1655 роках.

## Життєпис
Походив з аристократичного роду. Відомостей про його діяльність обмаль. За правління Сі Сонгмуанг а призначається намісником міста Фанг з областю. Отримав наказ зміцнити його, оскільки правитель Ланни намагався зміцнити кордон перед ймовірною війною з імперією Таунгу. Втім з початком 1631 року вторгнення Тхалуна, правителя Таунгу, Тхіппханет перейшов на його бік. Невдовзі Сі Сонгмуанга було повалено.
Решінням Тхалуна Ланну було розділено на північну та південну частини. Перша з місто Чіангсен ула приєднано до власне земель Таунгу, а південну (з містом Чіангмай) очолив Тхіппханет. З цього часу правителів Ланни часто називали володарями Чіангмаю. Зберігав вірність Таунгу до самої смерті у 1655 році. Йому спадкував син Сенмуанг.